# FNNモーニングワイド630
『FNNモーニングワイド630』（エフエヌエヌモーニングワイド630）は、1982年4月1日から1986年3月31日まで東海テレビで放送された報道番組（『FNNモーニングワイド ニュース&スポーツ』の東海テレビローカル差し替え番組、協力：中日新聞）。放送時間は毎週月曜 - 金曜 6:30 - 7:25 (JST) 。

## 出演者
- 磯野正典（当時東海テレビアナウンサー）
- 岡山玲子（当時東海テレビアナウンサー）

## オープニングのアニメーション
東海テレビのオープニングアニメはフジテレビのものとは異なり、こちらは6時30分を回ったアナログ時計が出、それが25分割になったものをバックにし、「モーニングワイド」の文字が表れた後に「630」「FNN」と飛び出るアニメであった。テーマ曲は共通。